# Quatre-Champs
Quatre-Champs je francouzská obec v departementu Ardensko v regionu Grand Est. V roce 2014 zde žilo 200 obyvatel.

## Poloha obce
Sousední obce jsou: Bairon-et-ses-Environs, Ballay, Belleville-et-Châtillon-sur-Bar, Noirval, Toges a Vandy.

## Vývoj počtu obyvatel
Počet obyvatel